# Observatorul Sirian pentru Drepturile Omului
Observatorul Sirian pentru Drepturile Omului (prescurtat OSDO, cunoscut în engleză ca SOHR; arabă المرصد السوري لحقوق الإنسان), fondat în mai 2006, este un birou de informații cu sediul în Regatul Unit al cărui scop este să înregistreze încălcările drepturilor omului în Siria; din 2011, OSDO se concentrează pe Războiul Civil Sirian. De la începerea conflictului, organizația este frecvent citată de marile trusturi de presă precum Vocea Americii, Reuters, BBC sau CNN în ce privește numărul zilnic de victime din toate taberele și numărul civililor uciși în loviturile aeriene din Siria. OSDO a fost descris ca fiind pro-opoziție și anti-Assad.

## Organizația
Organizația este condusă de Rami Abdulrahman (uneori ortografiat Rami Abdul Rahman), din casa sa situată în Coventry. Abdulrahman este un musulman sunit sirian care deține un magazin de îmbrăcăminte. Născut Osama Suleiman, el a adoptat un pseudonim în timpul anilor săi de activism în Siria și, de atunci, l-a folosit mereu în public. După ce a fost de trei ori închis în Siria, Abdulrahman a fugit în Regatul Unit și s-a stabilit acolo de teama unei a patra condamnări în închisorile siriene.
Într-un interviu cu Reuters din decembrie 2011, Abdulrahman a spus că OSDO este o rețea alcătuită din peste 200 de persoane și că șase din sursele sale au fost ucise. În 2012, Süddeutsche Zeitung a descris organizația drept o operațiune a unui singur om, cu un singur angajat permanent, Rami Abdulrahman. În aprilie 2013, New York Times l-a descris ca stând toată ziua la telefon cu contactele sale din Siria, bazându-se pe patru persoane din țară care colectau informații de la peste 230 de activiști, de verificarea informațiilor din mai multe surse ocupându-se el însuși.

## Acuratețe
Națiunile Unite, ziarele și organizațiile neguvernamentale declară că OSDO este o sursă sigură. „În general, informațiile despre civilii uciși sunt foarte bune, cu siguranță unele din cele mai bune, inclusiv detaliile despre împrejurările în care se presupune că au fost uciși oamenii”, a declarat Neil Sammonds, un cercetător britanic al organizației londoneze Amnesty International.
OSDO a fost în general descris ca fiind pro-opoziție și anti-Assad.